# 瓦爾德山
47°17′45″N 13°49′1″E / 47.29583°N 13.81694°E

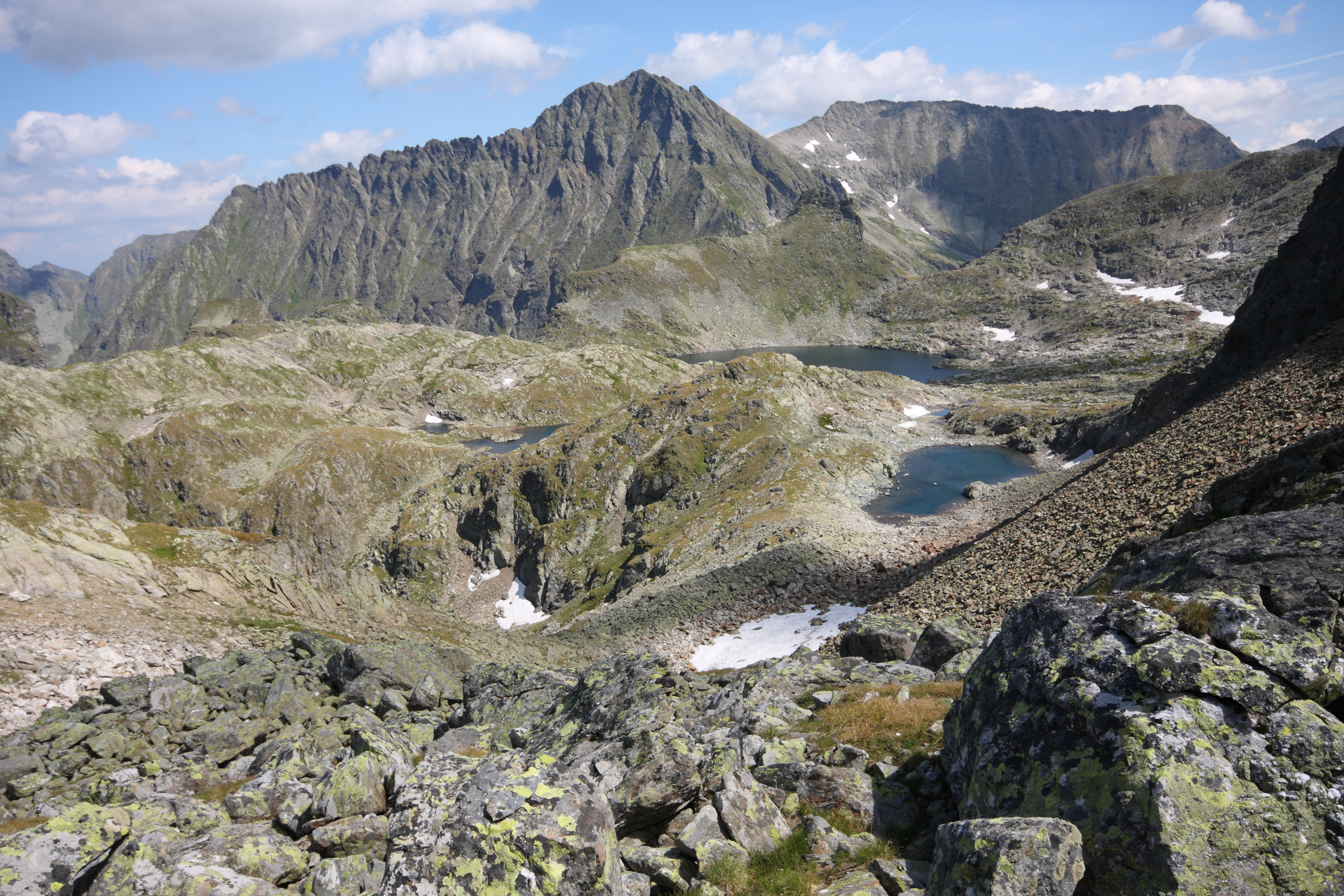

瓦爾德山（德語：Waldhorn），是奧地利的山峰，位於該國中部，處於薩爾茨堡州和施泰爾馬克州接壤的邊界，屬於施拉德明陶恩山脈的一部分，距離霍赫維爾德施泰勒山4.4公里，海拔高度2,702米，每年平均降雨量2,029毫米，人類在1878年首次登頂。